# Mangrove (film, 2011)
À ne pas confondre avec le film réalisé par Steve McQueen, Mangrove
Mangrove est un film suisse réalisé par  Frédéric Choffat et Julie Gilbert, sorti en 2011.

## Synopsis
Une plage isolée sur la côte sud du Pacifique. Au bout de la plage, la mangrove. Une jeune femme européenne revient avec son fils après plusieurs années d'absence. Mais peut-on faire la paix avec les fantômes du passé ?

## Fiche technique
- Titre : Mangrove
- Réalisation : Frédéric Choffat et Julie Gilbert
- Scénario : Julie Gilbert et Frédéric Choffat
- Musique : Pierre Audétat
- Production : Frédéric Choffat et Julie Gilbert pour Les Films du Tigre
- Pays d'origine :  Suisse
- Format : Couleurs (Eastmancolor) - son Dolby - 35 mm - DCP
- Durée : 70 minutes
- Date de sortie : 23 août 2011 (Suisse romande)

## Distribution
- Vimala Pons : La Femme
- Solal : L'enfant

## Festivals
1. Festival de Locarno 2011